# سلالة تالبور
سلالة تالبور هي سلالة بلوشية حكمت السند (في باكستان الحالية) بعد الإطاحة بسلالة كلهورا في سنة 1783 م حتى الغزو البريطاني للسند في سنة 1843 م. وواصل فرع من العائلة حكم خيربور، تحت السيادة البريطانية ولاحقًا كولاية أميرية باكستانية، حتى سنة 1955 م عندما تم دمجها في غرب باكستان.

## تاريخ
بدأ حكم أسرة تالبور في السند مع نهاية حكم أسرة كلهورا. ولعب سردار تالبور القادمون من بلوشستان واستقروا في السند دورًا نموذجيًا في استقرار حكومتهم أثناء خدمتهم في جيش كلهورا. وبعد اغتيال مير بهرام خان سنة 1775 م، ثارت أسرة تالبور ضد حكام كلهورا وأطاحت بهم. وفي سنة 1783 م، أكمل مير خان تالبور احتلاله للسند العليا. وسحق حكام كلهورا في السند، لكن لا يزال هناك حالة من عدم الاستقرار هناك. وفي هذه المناسبة، وضع حاكم كابل تيمور شاه الدراني يديه على رؤوس التالبور. وفي سنة 1783 م، سئم من الحروب والقتال المتكرر، وقدم هدية من الخيول العربية ورداء الشرف إلى مير فتح علي خان حاكم التالبور، إلى جانب شهادة الحكم. بمجرد منح حكم السند، غابت شمس سلالة كلهورا في السند، وهكذا في سنة 1783 م، أقام مير فتح علي خان تالبور حكمه على السند بعد أن تلقى الدعم الكامل من الملك الأفغاني تيمور شاه الدراني. دام حكمه لمدة 60 عامًا. كان اسم مير فتح علي خان تالبور، الذي أسس إمبراطورية عائلته في سنة 1782، هو اسم والده مير صوبدار خان تالبور. بعد اغتيال تالبور سردار، توج البلوش مير فتح علي خان وقاتلوا كلهورا تحت قيادته. تُعرف هذه المعركة باسم معركة هالاني. في هذه المرحلة، كان العديد من البلوش غير راغبين في قتال كلهورا حتى تأكدوا من أن الحكومة لن تعود أبدًا إلى كلهورا. جاء مير سهراب خان تالبور أيضًا بجيش ضخم في هذه المناسبة. بعد معركة هالاني الحاسمة، جاء مير فتح علي خان وأقام في نوشهرو فيروز، حيث أغدق المكافآت والتكريمات على ضباطه وجنوده العسكريين.

## طريقة الحكم
كان مير فتح علي خان تالبور أحد أحفاد مير شهداد خان، وكان يريد أن يكون تالبور الشهدادني في وئام مع بعضهم البعض وأن يظل نفوذ العائلة قوياً، لذلك وضع خطة غريبة، حيث ضم إخوته الأصغر مير غلام علي خان تالبور، ومير كرم علي خان تالبور، ومير مراد علي خان تالبور معه في الحكومة، وهي الأولى من نوعها في العالم، حيث يوجد أربعة حكام لنفس البلد في نفس الوقت. يُعرف هذا الشكل من الحكومة باسم "چو ياري" (أي: حكومة الأصدقاء الأربعة). كانت هذه المصادفة مصدر متاعب للأعداء.
كان مير فتح علي خان تالبور الأخ الأكبر، وكان له نفوذ على العائلة. واستمر حكم هؤلاء الإخوة الأربعة لمدة سبع سنوات. وبعد هذا النظام، أنقذ مير فتح علي خان تالبور العائلة من العداوة بتقسيم البلاد بين أفراد عائلته. وقسم السند إلى خمسة أجزاء. وأعطى حصة خيربور لمير سهراب خان تالبور، وحصة ميربور خاص لمير تهارو خان، وحصة لار (السند السفلى) لمير باغو خان، واحتفظ بالجزءين المتبقيين لنفسه. جزء واحد وفقًا للتوزيع، والجزء الآخر وفقًا للإغلاق. لم يتمكن مير باغو خان من الحكم على حصته، ولهذا السبب احتفظ مير فاتح علي خان بهذه الحصة أيضًا. اعتاد أهل السند أن يطلقوا عليه "رئيس السند". وقبل وفاته بفترة وجيزة، وضع وصية وقسم البلاد إلى قسمين. تقاسم نصف مير غلام علي خان تالبور النصف الآخر مع شقيقيه الأصغرين مير كرم علي خان تالبور ومير مراد علي خان تالبور. وبفضل هذه الترتيبات، كلما ظهرت أية صعوبات، اجتمع الجميع معًا.